# زرينيسكي موستار
نادي زرينيسكي موستار الرياضي الكرواتي (كرواتية: Hrvatski športski klub Zrinjski Mostar) هو نادي كرة قدم محترف، مقره في موستار، البوسنة والهرسك. يلعب النادي في دوري البوسنة والهرسك الممتاز، وقد كان واحداً من أفضل الفرق في البلاد على مر السنين.
تأسس النادي من قبل شباب كروات في عام 1905 ويعتبر أقدم نادي كرة قدم في البوسنة والهرسك. يُعد اللاعب الكرواتي لوكا مودريتش من أبرز من لعبوا في صُفوف الفريق.

## روابط خارجية
- الموقع الرسمي